# فيليب هينسكبيرغر
فيليب هينسكبيرغر (19 نوفمبر 1959 في فرنسا - ) (بالفرنسية: Philippe Hinschberger)‏ هو مدرب كرة قدم ولاعب كرة قدم فرنسي في مركز الوسط. لعب مع نادي ميتز.

## وصلات خارجية
- فيليب هينسكبيرغر على موقع قاعدة بيانات كرة القدم.إي يو (الإنجليزية)
- فيليب هينسكبيرغر على موقع Soccerway.com (الإنجليزية)
- فيليب هينسكبيرغر على موقع عالم كرة القدم.نت (الإنجليزية)
- فيليب هينسكبيرغر على موقع GSA (الإنجليزية)